# Алофи (округ)
Алофи (англ. Alofi) — один из 13 округов Ниуэ (владение Новой Зеландии). Административным центром округа является одноимённая деревня.

## Географическая характеристика
Округ Алофи расположен в центральной и западной части острова Ниуэ. Его площадь составляет 46,48 км². Административный центр расположен в Западной части округа. Граничит с округами: Макефу, Лакепа, Лику, Хакупу и Тамакаутога. На западе омывается Тихим океаном.